# Galères de femmes
Pour plus de détails, voir Fiche technique et Distribution.
Galères de femmes est un film documentaire français réalisé par Jean-Michel Carré et sorti en 1993.

## Synopsis
Pendant deux années, sept jeunes femmes détenues à la maison d'arrêt de Fleury-Mérogis se confient à propos de leur histoire.

## Fiche technique
- Titre : Galères de femmes
- Réalisation : Jean-Michel Carré
- Scénario : Jean-Michel Carré
- Photographie : Gilles Clabaut et Jean-Marc La Rocca
- Son : Jean-Paul Guirado, Catherine Bon et Cathy Iglesias
- Montage : Sarah Matton
- Production : Les Films Grain de sable
- Pays d'origine :  France
- Genre : documentaire
- Durée : 90 minutes
- Date de sortie : France - 7 novembre 1993